# Juan Carlos Lectoure

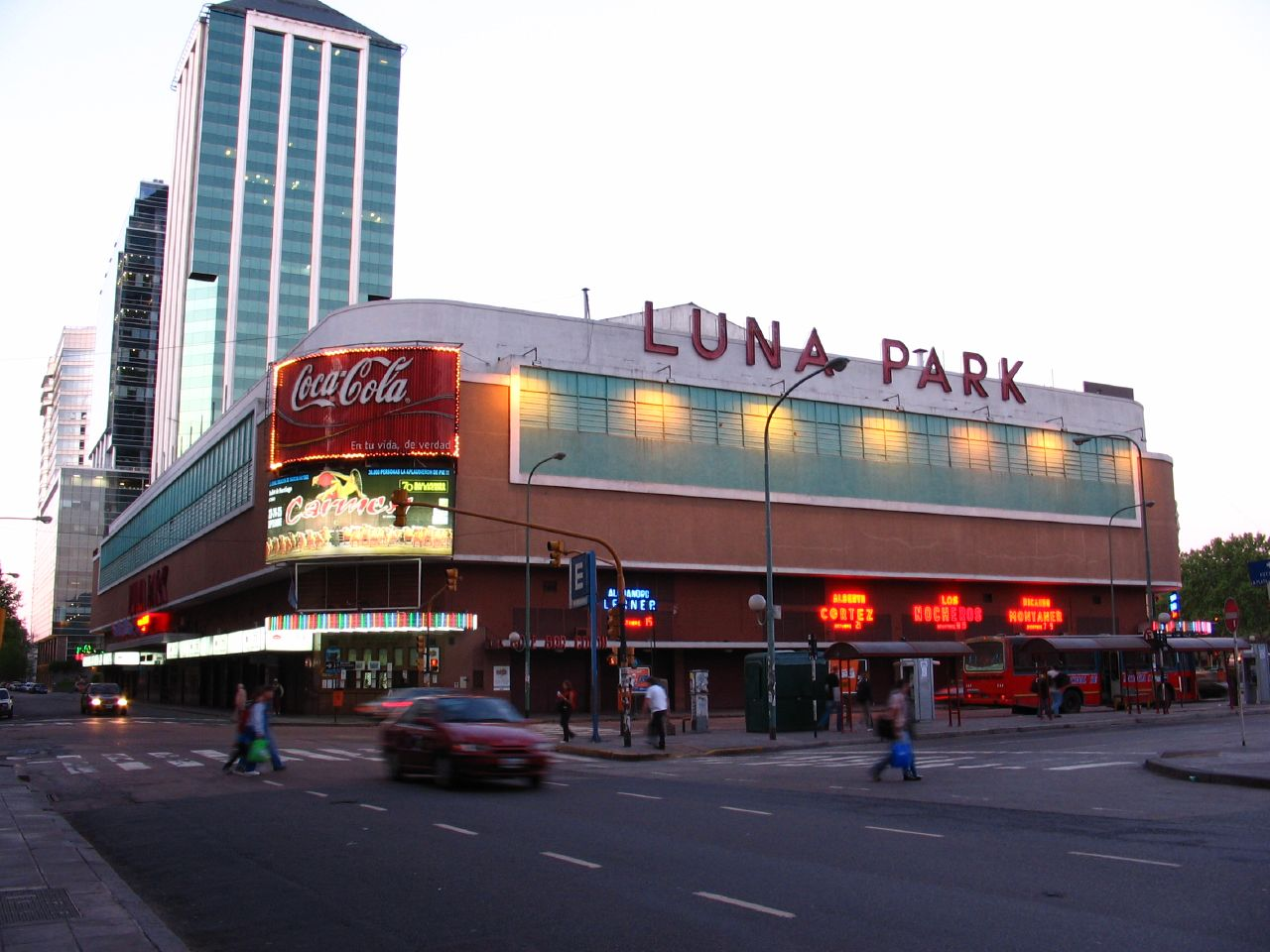
Luna Park visto desde la calle Bouchard.

Juan Carlos Tito Lectoure (Buenos Aires, 10 de junio de 1936-Buenos Aires, 1 de marzo de 2002) fue un empresario y promotor de boxeo argentino. Lectoure fue promotor de afamados boxeadores argentinos como Nicolino Locche, Carlos Monzón, Horacio Accavallo, Víctor Galíndez, Gustavo Ballas, Ringo Bonavena y Juan Domingo Roldán entre otros.

## Trayectoria
Se crio en el barrio porteño de Balvanera. Desde los 14 años se interesó por el boxeo, practicándolo desde tan corta edad en el Club Gimnasia y Esgrima de Buenos Aires.
En el estadio Luna Park, propiedad de su familia, organizó 2976 combates entre 1956 y 1987.
En 2000 fue incorporado al Salón Internacional de la Fama del Boxeo.